# Барталиш, Кальман
Кальман Барталиш (венг. Bartalis Kálmán; 16 мая 1889, Герла — февраль 1982, Петрополис, Рио-де-Жанейро) — венгерский игрок в поло. Участник летних Олимпийских игр 1936 года.

## Биография
Кальман Барталиш родился 16 мая 1889 года в румынском городе Герла.
Играл за Венгерский клуб поло из Будапешта.
В 1934 году в составе сборной Венгрии завоевал Кубок короля в Риме, после того как в финале венгры победили сборную Франции. В их составе играли Имре Сентпали, Дежё Ковач и Гастон Хамори: первые двое через два года вошли в олимпийскую сборную вместе с Барталишем, Хамори также был включён в состав, но остался запасным игроком. Эта победа стала главной в игровой карьере Барталиша.
В 1936 году вошёл в состав сборной Венгрии по поло на летних Олимпийских играх в Берлине, занявшей 4-е место. Провёл 1 матч против сборной Германии.
В том же году играл в финале Кубка графа Вольпи ди Мизураты, в котором сборная Венгрии проиграла французам.
Был офицером венгерской армии. На момент участия в Олимпиаде носил звание капитана, впоследствии дослужился до полковника.
Умер в феврале 1982 года в бразильском городе Петрополис.